# Felipe de Jesús (Film)
Felipe de Jesús ist ein mexikanischer Spielfilm aus dem Jahr 1949. Er hat den heiligen Philip vu Jesus de las Casas, einen der Märtyrer von Nagasaki und den ersten Märtyrer Mexikos, zum Thema.

## Handlung
Bei der Geburt von Philip vu Jesus de las Casas sieht sein Vater die Erscheinung eines leuchtenden Kreuzes.
Als junger Mann widmet Philip sich der Theologie und nennt sich Felipe de Jesús. Dort wird von einer inneren Unruhe ergriffen. Er lernt die junge Rosalia kennen, die bereits mit Cristobal de Villahermosa verlobt ist. Als Philip sich in Rosalia verliebt, verlässt er den Orden, was bei seinem Vater auf Ablehnung stößt. Eine mögliche Versöhnung mit seinem Vater scheitert an Philips Gefühlen für Rosalia.
Rosalia bittet Philip zu einem Fest, das in ihrem Hause stattfindet. Während des Festes trifft sich Rosalia heimlich mit ihm. Als Cristobál überraschend auftaucht, kommt es zum Fechtduell zwischen ihm und Philip. Rosalia ersticht Cristobál; Philip nimmt die Schuld auf sich.
Nach seiner Haftstrafe bricht er nach Manila auf, um dort als Missionar zu wirken. Dort lernt er in einer Kneipe Maria kennen, die ihn an Rosalia erinnert, und verliebt sich in sie. Er reagiert bestürzt, als sie ihm sagt, dass sie an Lepra erkrankt ist.
Unter dem Eindruck dieses Schicksalsschlags schließt er sich den Franziskanern an, wirkt als Missionar und heilt Kranke. Maria wird von ihrer Lepra-Erkrankung geheilt. In der Zwischenzeit bricht Philip mit seinem Orden nach Neuspanien auf. Da Maria keine Gelegenheit mehr hat, ihm von ihrer Heilung zu berichten, schmuggelt sie sich auf sein Schiff.
Als Philip und seine Ordensbrüder in eine Flaute geraten, wird Maria enttarnt. Als sie ihm von ihrer Heilung berichtet, kommt wieder Wind auf. Philip und seine Ordensbrüder erleiden Schiffbruch und landen in Japan. Trotz des Verdachts des Kaisers, die Ordensbrüder wären gekommen, um im Auftrag von König Philipp II. Japan zu erobern, widmet Philip sich den Kranken. Dennoch werden Philip und seine Ordensbrüder verhaftet und wenig später gekreuzigt.

## Auszeichnungen
Der Film wurde in den Kategorien Beste Kamera (Mejor Fotografía, Raúl Martínez Solares), Best Musik (Mejor Música de Fondo, Raúl Lavista) und Bestes Produktionsdesign (Mejor Escenografía, Jesús Bracho) für den Silver Ariel nominiert.